# Анке Хубер
Анке Хубер (рођена 4. децембра 1974. у Бруксхалу, Западна Немачка) је немачка тенисерка, која је тенис играла професионално од 1989. до 2001. године.
Један од њених највећих успеха у каријери је финале Отвореног првенства Аустралије 1996. године, у ком је изгубила од Монике Селеш, као и 4. позиција на ВТА листи.

## Гренд слемфинала

### Појединачно

#### Порази (1)
| Година | Турнир                        | Противница у финалу | Резултат у финалу |
| 1996   | Отворено првенство Аустралије | Моника Селеш        | 6–4, 6–1          |

## Титуле

### Појединачно (12)
| Бр. | Датум               | Турнир                 | Подлога | Противница у финалу     | Резултат         |
| 1.  | 26. август 1990.    | Скенектади, САД        | Тврда   | Меријен Вердел Витмајер | 6–1, 5–7, 6–4    |
| 2.  | 20. октобар 1991.   | Филдерштат, Немачка    | Тепих   | Мартина Навратилова     | 2–6, 6–2, 7–6(4) |
| 3.  | 18. јул 1993.       | Кицбил, Аустрија       | Шљака   | Јудит Виснер            | 6–4, 6–1         |
| 4.  | 31. јул 1994.       | Штајерска, Аустрија    | Шљака   | Јудит Виснер            | 6–3, 6–3         |
| 5.  | 16. октобар 1994.   | Филдерштат, Немачка    | Тврда   | Мери Пирс               | 6–4, 6–2         |
| 6.  | 13. новембар 1994.  | Филаделфија, САД       | Шљака   | Мери Пирс               | 6–0, 6–7, 7–5    |
| 7.  | 25. децембар 1995.  | Лајпциг, Немачка       | Тепих   | Магдалена Малејева      | предат меч       |
| 8.  | 17. јун 1996.       | Хертохенбос, Холандија | Трава   | Хелена Сукова           | 6–4, 7–6(2)      |
| 9.  | 30. септембар 1996. | Лајпциг, Немачка       | Тепих   | Ива Мајоли              | 5–7, 6–3, 6–1    |
| 10. | 21. октобар 1996.   | Луксембург, Луксембург | Тепих   | Карина Хабшудова        | 6–3, 6–0         |
| 11. | 10. април 2000.     | Ешторил, Португал      | Шљака   | Натали Деши             | 6–2, 1–6, 7–5    |
| 12. | 17. јул 2000.       | Сопот, Пољска          | Шљака   | Гала Леон Гарсија       | 7–6(4), 6–3      |

### Парови (1)
| Бр. | Датум | Турнир           | Подлога | Партнерка | Противнице у финалу          | Резултат         |
| 1.  | 1997  | Хамбург, Немачка | Тврда   | Мери Пирс | Руксанда Драгомир Ива Мајоли | 2–6, 7–6(1), 6–2 |